# 大麻沢町
大麻沢町（おおあささわまち）とは、北海道江別市の町丁。郵便番号は069-0842。人口は1,284人、世帯数は692世帯（2023年12月1日現在）。丁目の設定のない単独町名である。住居表示は全域で未実施。

## 地理
大麻沢町は函館本線の北西側の地域で、町内を2番通が横断している。

## 歴史

### 年表
- 1965年（昭和40年）
  - 2月20日 - 「字大麻」の一部が「大麻沢町」に町名地番変更[5]。

### 町名の変遷
町名の変遷は以下の通りである。
| 実施後   | 実施年月日    | 実施前（各町名ともその一部） |
| -------- | ------------- | ---------------------------- |
| 大麻沢町 | 1965年2月20日 | 字大麻                       |

## 世帯数と人口
2023年（令和5年）12月1日現在の世帯数と人口は以下の通りである。
| 町丁     | 世帯    | 人口    |
| -------- | ------- | ------- |
| 大麻沢町 | 692世帯 | 1,284人 |
| 計       | 692世帯 | 1,284人 |

### 人口の変遷
国勢調査による人口の推移。
| 1995年（平成7年）  | 1,799人 | [ 6 ]  |  |
| 2000年（平成12年） | 1,732人 | [ 7 ]  |  |
| 2005年（平成17年） | 1,674人 | [ 8 ]  |  |
| 2010年（平成22年） | 1,534人 | [ 9 ]  |  |
| 2015年（平成27年） | 1,357人 | [ 10 ] |  |
| 2020年（令和2年）  | 1,367人 | [ 11 ] |  |

### 世帯数の変遷
国勢調査による世帯数の推移。
| 1995年（平成7年）  | 642世帯 | [ 6 ]  |  |
| 2000年（平成12年） | 667世帯 | [ 7 ]  |  |
| 2005年（平成17年） | 695世帯 | [ 8 ]  |  |
| 2010年（平成22年） | 675世帯 | [ 9 ]  |  |
| 2015年（平成27年） | 644世帯 | [ 10 ] |  |
| 2020年（令和2年）  | 638世帯 | [ 11 ] |  |

## 小・中学校の通学区
小・中学校の通学区は以下の通り。
| 町丁     | 字・番地                             | 小学校       | 中学校     |
| -------- | ------------------------------------ | ------------ | ---------- |
| 大麻沢町 | 2番地-12番地・27番地-31番地・507番地 | 大麻小学校   | 大麻中学校 |
| 大麻沢町 | 1番地・13番地-26番地・33番地         | 大麻西小学校 | 大麻中学校 |

## 施設

### 公共・公的施設
- 大麻西地区センター[13]
- いきいきセンターさわまち（大麻沢町5-6）[14]

### 公園
- 大麻西公園[15]
- さわまち公園[15]
- 二号緑地[15]

### 医療・福祉
- おおあさ認定こども園（大麻沢町9-1）[16]

### 住宅
- 道営住宅大麻沢町団地（大麻沢町6-3）[17]
- 道営住宅大麻サンゴールドヴィラ（大麻沢町1・4）[17]
- 道営住宅大麻サンゴールドヴィラⅡ（大麻沢町5-1）[17]

## 交通

### 鉄道
- 鉄道駅は町内には存在しない。最寄り駅は函館本線の大麻駅。
  - 北海道旅客鉄道
    - ■函館本線

### バス
- 町内に ジェイアール北海道バスの路線がある。[18]

### 道路
- 一般国道
  - 町内に一般国道は通っていない。[4]

- 一般道道
  - 町内に一般道道は通っていない。[4]

- 都市計画道路
  - 3・4・313 2番通[4][19]